# Protographium calliste
Protographium calliste är en fjärilsart som först beskrevs av Bates 1864.  Protographium calliste ingår i släktet Protographium och familjen riddarfjärilar. Inga underarter finns listade i Catalogue of Life.